# Глобочиці (Брежице)
Глобочиці (словен. Globočice) — поселення в общині Брежиці, Споднєпосавський регіон, Словенія. Висота над рівнем моря: 227,5 м.